# Franklin C. Crow
Franklin C. Crow (...) è un informatico e programmatore statunitense.
Diede un importante contributo allo sviluppo della computer grafica, attraverso lo sviluppo di alcune delle prime tecniche pratiche di anti-aliasing e di shadow volume, atta a generare ombre geometricamente accurate.

## Carriera
Crow studiò ingegneria elettronica alla University of Utah College of Engineering sotto Ivan Sutherland, un pioniere della CGI.
Insegnò all'università del Texas, al NYIT e all'Ohio State University e compì importanti ricerche allo Xerox PARC, al Computer Graphics Lab, alla Apple Advanced Technology Group e all'Interval Research.
Dal 2001 al 2008, lavorò per NVIDIA come architetto GPU, sviluppando algoritmi per la rasterizzazione.

## Pubblicazioni
- "Parallel Computing for Graphics.", Advances in Computer Graphics, 1990:113-140.
- "Parallelism in rendering algorithms.", Graphics Interface 88, giugno 6–10, 1988, Edmonton, Alberta, Canada. p. 87-96
- "Advanced Image Synthesis - Anti-Aliasing.", Advances in Computer Graphics, 1985:419-440.
- "Advanced Image Synthesis - Surfaces.", Advances in Computer Graphics, 1985:457-467.
- "Computational Issues in Rendering Anti-Aliased Detail.", COMPCON, 1982:238-244.
- "Toward more complicated computer imagery.", Computers & Graphics, 5(2-4):61-69 (1980).
- "The Aliasing Problem in Computer-Generated Shaded Images.", Commun. ACM, 20(11):799-805 (1977).
- "Shadow Algorithms for Computer Graphics", Computer Graphics (SIGGRAPH '77 Proceedings), vol. 11, n. 2, 242–248.

## Filmografia
- The Works, regia di Lance Williams (incompiuto)